# Copa del Rey de baloncesto 1977
La Copa del Rey de baloncesto 1977 fue la número 41.º, donde su final se disputó en el Palacio de Deportes de Mallorca de Palma de Mallorca el 24 de junio de 1977.
La edición fue disputada por los todos los equipos de la temporada 1976–77.

## Fase previa
Cada enfrentamiento entre dos equipos cuenta de forma global como un único partido a efectos clasificatorios. Los partidos se disputaron entre el 2 de abril y el 5 de mayo.

### Grupo A
| Pos. | Equipo               | Pts. | PJ | G | E | P | GF   | GC  | Dif. | Clasificación            |
| ---- | -------------------- | ---- | -- | - | - | - | ---- | --- | ---- | ------------------------ |
| 1    | Real Madrid CF       | 15   | 5  | 5 | 0 | 0 | 1149 | 859 | +290 | Avanza a las semifinales |
| 2    | CB Estudiantes       | 9    | 5  | 3 | 0 | 2 | 946  | 958 | −12  | Avanza a las semifinales |
| 3    | CD Basconia          | 6    | 5  | 2 | 0 | 3 | 885  | 937 | −52  |                          |
| 4    | Dico's San Sebastián | 6    | 5  | 2 | 0 | 3 | 824  | 898 | −74  |                          |
| 5    | CB Valladolid        | 6    | 5  | 2 | 0 | 3 | 920  | 966 | −46  |                          |
| 6    | CB Breogán           | 3    | 5  | 1 | 0 | 4 | 805  | 911 | −106 |                          |

 Fuente: Linguasport
| Partidos             | Partidos | Partidos             | Partidos               | Partidos                |
| Equipo 1             | Agr.     | Equipo 2             | Jornada 1 (03/04/1977) | Jornada 2 (10/04/1977)  |
| -------------------- | -------- | -------------------- | ---------------------- | ----------------------- |
| CB Valladolid        | 209–220  | CB Estudiantes       | 116–102                | 93–118                  |
| CD Basconia          | 155–169  | CB Breogán           | 83–86                  | 72–83                   |
| Real Madrid CF       | 236–158  | Dico's San Sebastián | 114–55                 | 122–103                 |
| Equipo 1             | Agr.     | Equipo 2             | Jornada 3 (17/04/1977) | Jornada 4 (24/04/1977)  |
| CB Valladolid        | 156–171  | Dico's San Sebastián | 80–81                  | 76–90                   |
| CD Basconia          | 195–180  | CB Estudiantes       | 106–86                 | 89–94                   |
| Real Madrid CF       | 241–158  | CB Breogán           | 114–77                 | 127–81                  |
| Equipo 1             | Agr.     | Equipo 2             | Jornada 5 (01/05/1977) | Jornada 6 (08/05/1977)  |
| Real Madrid CF       | 232–165  | CD Basconia          | 126–92                 | 106–73                  |
| Dico's San Sebastián | 170–177  | CB Estudiantes       | 84–84                  | 86–93                   |
| CB Valladolid        | 178–168  | CB Breogán           | 77–68                  | 101–100                 |
| Equipo 1             | Agr.     | Equipo 2             | Jornada 7 (15/05/1977) | Jornada 8 (22/05/1977)  |
| CB Valladolid        | 189–184  | CD Basconia          | 101–74                 | 88–110                  |
| Dico's San Sebastián | 158–143  | CB Breogán           | 87–71                  | 71–72                   |
| CB Estudiantes       | 190–217  | Real Madrid CF       | 89–108                 | 101–109                 |
| Equipo 1             | Agr.     | Equipo 2             | Jornada 9 (29/05/1977) | Jornada 10 (05/06/1977) |
| CB Valladolid        | 188–223  | Real Madrid CF       | 93–105                 | 95–118                  |
| Dico's San Sebastián | 167–186  | CD Basconia          | 76–79                  | 91–107                  |
| CB Estudiantes       | 179–167  | CB Breogán           | 97–76                  | 82–91                   |

### Grupo B
| Pos. | Equipo                    | Pts. | PJ | G | E | P | GF  | GC  | Dif. | Clasificación            |
| ---- | ------------------------- | ---- | -- | - | - | - | --- | --- | ---- | ------------------------ |
| 1    | FC Barcelona              | 15   | 5  | 5 | 0 | 0 | 988 | 805 | +183 | Avanza a las semifinales |
| 2    | Club Joventut de Badalona | 9    | 5  | 3 | 0 | 2 | 887 | 797 | +90  | Avanza a las semifinales |
| 3    | CB Cotonificio            | 9    | 5  | 3 | 0 | 2 | 845 | 861 | −16  |                          |
| 4    | CE Manresa                | 9    | 5  | 3 | 0 | 2 | 869 | 864 | +5   |                          |
| 5    | UDR Pineda                | 3    | 5  | 1 | 0 | 4 | 855 | 972 | −117 |                          |
| 6    | CB L'Hospitalet           | 0    | 5  | 0 | 0 | 5 | 812 | 957 | −145 |                          |

 Fuente: Linguasport
| Partidos                  | Partidos | Partidos                  | Partidos               | Partidos                |
| Equipo 1                  | Agr.     | Equipo 2                  | Jornada 1 (03/04/1977) | Jornada 2 (10/04/1977)  |
| ------------------------- | -------- | ------------------------- | ---------------------- | ----------------------- |
| FC Barcelona              | 177–174  | Club Joventut de Badalona | 90–88                  | 87–86                   |
| CB Cotonificio            | 185–175  | UDR Pineda                | 86–80                  | 99–95                   |
| CE Manresa                | 167–160  | CB L'Hospitalet           | 96–78                  | 71–82                   |
| Equipo 1                  | Agr.     | Equipo 2                  | Jornada 3 (17/04/1977) | Jornada 4 (24/04/1977)  |
| FC Barcelona              | 209–150  | UDR Pineda                | 118–67                 | 91–83                   |
| CB Cotonificio            | 189–177  | CB L'Hospitalet           | 105–89                 | 84–88                   |
| CE Manresa                | 170–162  | Club Joventut de Badalona | 79–79                  | 91–83                   |
| Equipo 1                  | Agr.     | Equipo 2                  | Jornada 5 (01/05/1977) | Jornada 6 (08/05/1977)  |
| FC Barcelona              | 184–152  | CB Cotonificio            | 94–80                  | 90–72                   |
| Club Joventut de Badalona | 185–142  | CB L'Hospitalet           | 93–63                  | 92–79                   |
| CE Manresa                | 194–169  | UDR Pineda                | 118–79                 | 76–90                   |
| Equipo 1                  | Agr.     | Equipo 2                  | Jornada 7 (15/05/1977) | Jornada 8 (22/05/1977)  |
| Club Joventut de Badalona | 204–158  | UDR Pineda                | 111–79                 | 93–79                   |
| CB L'Hospitalet           | 153–213  | FC Barcelona              | 85–104                 | 68–109                  |
| CE Manresa                | 163–168  | CB Cotonificio            | 80–69                  | 83–99                   |
| Equipo 1                  | Agr.     | Equipo 2                  | Jornada 9 (29/05/1977) | Jornada 10 (05/06/1977) |
| CB L'Hospitalet           | 180–203  | UDR Pineda                | 93–96                  | 87–107                  |
| Club Joventut de Badalona | 162–150  | CB Cotonificio            | 93–69                  | 69–81                   |
| CE Manresa                | 175–205  | FC Barcelona              | 88–97                  | 87–108                  |

## Semifinales
Los partidos de ida se jugaron el 11 y 12 de junio y los de vuelta el 18 y 19 de junio.
| Equipo 1       | Agr.    | Equipo 2                  | Ida     | Vuelta  |
| -------------- | ------- | ------------------------- | ------- | ------- |
| Real Madrid CF | 240–189 | Club Joventut de Badalona | 127–88  | 113–101 |
| FC Barcelona   | 192–183 | CB Estudiantes            | 106–100 | 86–83   |

## Final
| 26 de junio de 1977, 20:00 | Real Madrid                        | 97–71                              | FC Barcelona                       | |  |
| 20:00 GTM+1                | Marcador por tiempos: 44–35, 53–36 | Marcador por tiempos: 44–35, 53–36 | Marcador por tiempos: 44–35, 53–36 | |  |
|                            | Estadísticas Wayne Brabender 33    | Pts                                | Estadísticas Chicho Sibilio 25     | Pabellón: Palacio de Deportes de Mallorca, Palma de Mallorca Asistencia: 4,500 espectadores Árbitros: Francisco Santolaria Vidal |  |

| Campeón de la Copa del Rey 1977 |
| ------------------------------- |
| Real Madrid 18.º título         |